# Dothan-1024
Dothan-1024 è il nome con cui ci si riferisce per identificare la seconda generazione di processori Celeron M, derivata dal core Dothan che è alla base della CPU mobile Intel Pentium M.

## Caratteristiche tecniche
Come il nome stesso fa intuire si tratta di una versione semplificata di Dothan con solo 1 MB di cache L2 (al posto di quella originaria di Dothan che arriva a 2 MB). Come Banias-512 non integra la tecnologia Intel SpeedStep per il risparmio energetico, al fine di contenerne i costi di produzione. È stato sviluppato per poter essere integrato nei portatili a basso costo, pur mantenendo le altre caratteristiche peculiari dell'architettura, tra cui supporto alle MMX, SSE ed SSE2 e ovviamente il nuovo processo produttivo a 90 nm ereditato da Dothan, al posto di quello a 130 nm utilizzato per Banias e Banias-512.

## Modelli
La tabella seguente mostra i modelli di Celeron M, basati sul core Dothan-1024, arrivati sul mercato. Molti di questi condividono caratteristiche comuni pur essendo basati su core diversi; per questo motivo, allo scopo di rendere maggiormente evidente tali affinità e "alleggerire" la visualizzazione alcune colonne mostrano un valore comune a più righe. Di seguito anche una legenda dei termini (alcuni abbreviati) usati per l'intestazione delle colonne:
- Nome Commerciale: si intende il nome con cui è stato immesso in commercio quel particolare esemplare.
- Data: si intende la data di immissione sul mercato di quel particolare esemplare
- Socket: lo zoccolo della scheda madre in cui viene inserito il processore. In questo caso il numero rappresenta oltre al nome anche il numero dei pin di contatto.
- Clock: la frequenza di funzionamento del processore.
- Moltipl.: sta per "Moltiplicatore" ovvero il fattore di moltiplicazione per il quale bisogna moltiplicare la frequenza di bus per ottenere la frequenza del processore.
- Pr.Prod.: sta per "Processo produttivo" e indica tipicamente la dimensione dei gate dei transistors (180 nm, 130 nm, 90 nm).
- Voltag.: sta per "Voltaggio" e indica la tensione di alimentazione del processore.
- Watt: si intende il consumo massimo di quel particolare esemplare.
- Bus: frequenza del bus di sistema.
- Cache: dimensione delle cache di 1º e 2º livello.
- XD-bit: l'implementazione della tecnologia di sicurezza che evita l'esecuzione di codice malevolo sul computer.
- EM64T: implementazione della tecnologia a 64 bit di Intel.
- HT: sta per "Hyper-Threading" e indica l'implementazione della esclusiva tecnologia Intel che consente al sistema operativo di vedere 2 core logici.
- EIST: sta per "Enhanced SpeedStep Technology" ovvero la tecnologia di risparmio energetico sviluppata da Intel e inserita negli ultimi Pentium M per contenere il consumo massimo.
- VT: sta per "Vanderpool Technology", la tecnologia di virtualizzazione che rende possibile l'esecuzione simultanea di più sistemi operativi differenti contemporaneamente.

| Nome Commerciale  | Data        | Socket | Clock   | Moltipl. | Pr.Prod. | Voltag. | Watt | Bus     | Cache            | XD-bit | EM64T | HT | EIST | VT |
| ----------------- | ----------- | ------ | ------- | -------- | -------- | ------- | ---- | ------- | ---------------- | ------ | ----- | -- | ---- | -- |
| Celeron M 350     | 31/ago/2004 | 479    | 1,3 GHz | 13x      | 90 nm    | 1,26 V  | N.A. | 400 MHz | L1=64KB L2=1MB   | No     | No    | No | No   | No |
| Celeron M 360     | 31/ago/2004 | 479    | 1,4 GHz | 14x      | 90 nm    | 1,26 V  | N.A. | 400 MHz | L1=64KB L2=1MB   | No     | No    | No | No   | No |
| Celeron M 370     | 19/gen/2005 | 479    | 1,5 GHz | 15x      | 90 nm    | 1,26 V  | N.A. | 400 MHz | L1=64KB L2=1MB   | No     | No    | No | No   | No |
| Celeron M 350 J   | N.A.        | 479    | 1,3 GHz | 13x      | 90 nm    | 1,26 V  | N.A. | 400 MHz | L1=64KB L2=1MB   | Sì     | No    | No | No   | No |
| Celeron M 360 J   | N.A.        | 479    | 1,4 GHz | 14x      | 90 nm    | 1,26 V  | N.A. | 400 MHz | L1=64KB L2=1MB   | Sì     | No    | No | No   | No |
| Celeron M 370 J   | N.A.        | 479    | 1,5 GHz | 15x      | 90 nm    | 1,26 V  | N.A. | 400 MHz | L1=64KB L2=1MB   | Sì     | No    | No | No   | No |
| Celeron M 380     | N.A.        | 479    | 1,6 GHz | 16x      | 90 nm    | 1,26 V  | N.A. | 400 MHz | L1=64KB L2=1MB   | Sì     | No    | No | No   | No |
| Celeron M ULV 353 | 20/lug/2004 | 479    | 0,9 GHz | 9x       | 90 nm    | 0,94 V  | 5 W  | 400 MHz | L1=64KB L2=512KB | No     | No    | No | No   | No |
| Celeron M ULV 373 | 19/gen/2005 | 479    | 1,0 GHz | 10x      | 90 nm    | 0,94 V  | 5 W  | 400 MHz | L1=64KB L2=512KB | Sì     | No    | No | No   | No |
| Celeron M ULV 383 | N.A.        | 479    | 1,0 GHz | 10x      | 90 nm    | 0,94 V  | N.A. | 400 MHz | L1=64KB L2=1MB   | Sì     | No    | No | No   | No |

Nota: la tabella soprastante è un estratto di quella completa contenuta nella pagina del Celeron M.